# Windobjekt in Bremen

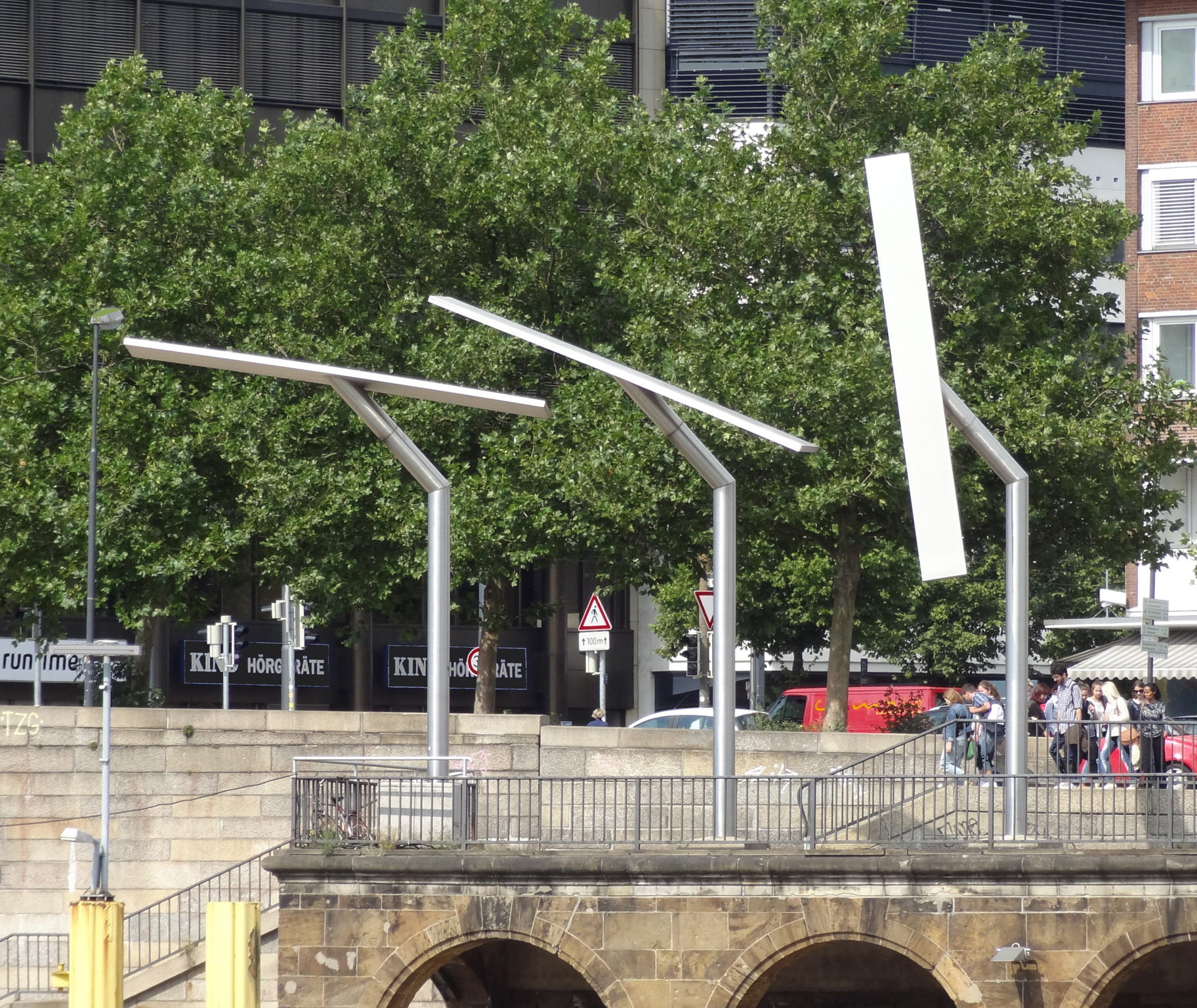
Windobjekt

Das Windobjekt in Bremen ist eine Skulptur, die im Stadtteil Mitte an der Weser bei der Wilhelm-Kaisen-Brücke/Tiefer beim Altstadtquartier Schnoor steht. Sie wird in der Liste der Denkmale und Standbilder der Stadt Bremen geführt. 
Die drei beweglichen Flügel des Objekts von 1978 aus Edelstahl auf  Betonfundamenten stehen bei der Großen Weserbrücke und stammen vom Berliner Bildhauer Hein Sinken.

Bei mittlerem Wind, wie er im maritimen Bremen oft bläst, bewegen sich die metallischen Flügel; aus einem statischen Objekt wird ein mobiles Kunstwerk, das bei Sonnenschein besonders stählern glänzt und sich in der Weser widerspiegelt. 
Vom Künstler Hein Sinken (1914–1987) steht in Bremen noch das Kinetische Objekt aus Edelstahl (1973) in Bremen-Mitte, ebenfalls am nördlichen Ende der Wilhelm-Kaisen-Brücke. Sinken hat in Deutschland an vielen Standorten abstrakte und kinetische Objekte aufgestellt.
2016 wurde das Windobjekt im Rahmen der Sanierung der Arkaden demontiert.